# Äquivalenzsatz von Lax
In der numerischen Mathematik ist der Äquivalenzsatz von Lax der fundamentale Satz bei der Analyse der Finite-Differenzen-Methode für die numerische Lösung von partiellen Differenzialgleichungen.
Die Behauptung ist, dass für ein korrekt gestelltes lineares Anfangswertproblem eine konsistente Methode genau dann konvergent ist, wenn sie stabil ist.
Der Satz bedeutet, dass zwar die erwünschte Konvergenz der Lösung der Finite-Differenzen-Methode für die Lösung der partiellen Differentialgleichung nur sehr schwer feststellbar ist, da die numerische Lösung rekursiv definiert ist. Jedoch ist die Konsistenz der Methode, d. h., dass die numerische Methode die Differenzialgleichung approximiert, einfach zu überprüfen, und Stabilität ist üblicherweise viel einfacher zu zeigen als die Konvergenz (dies würde ohnehin nachzuweisen sein, um zu zeigen, dass Rundungsfehler die Lösung nicht verfälschen). Daher wird Konvergenz üblicherweise über den Äquivalenzsatz gezeigt.
Stabilität heißt in diesem Zusammenhang, dass eine Matrixnorm der Matrix, die in der Iteration benutzt wird, höchstens Eins ist. Dies wird (praktische) Lax-Richtmyer-Stabilität genannt. Oft wird  stattdessen eine Von-Neumann-Stabilitätsanalyse durchgeführt, obgleich eine Von-Neumann-Stabilität eine Lax-Richtmyer-Stabilität nur in bestimmten Fällen impliziert.
Der Satz ist nach Peter Lax benannt. Manchmal wird er auch nach Peter Lax und Robert Richtmyer als Lax-Richtmyer-Satz bezeichnet.